# Со Є Чі
Со Є Чі (кор. 서예지) — південнокорейська акторка.

## Біографія
Со Є Чі народилася 6 квітня 1990 року в столиці Республіки Корея місті Сеул. Після закінчення школи вона пішла навчатися на журналіста з мрією стати у майбутньому ведучою новин, але після закінчення навчання представники одного з акторських агентств зробили їй пропозицію спробувати себе в акторському мистецтві. Оскільки Є Чі ніколи не мріяла стати акторкою то спочатку відмовилася, але директору акторського агентства вдалося переконати її спробувати. Восени 2013 року вона дебютувала на телебаченні з роллю в романтично-комедійній драмі «Картопляна зірка 2013QR3». У наступні декілька років вона здебільшого виконувала другорядні ролі в фільмах та серіалах. У 2016 році Є Чі зіграла одну з головних ролей в фентезійному серіалі «Школа Мурім: Сага сміливих». У 2017 році вона зіграла головну жіночу роль в трилері «Врятуй мене». У наступному році Є Чі зіграла молодого адвоката в юридичному трилері «Беззаконний адвокат». У 2019 році вона отримала головні ролі в двох фільмах; в фільмі жахів «Блекаут» та кримінальній драмі «Квантова фізика». Влітку 2020 року відбулася прем'єра нового серіалу «Нормально бути ненормальним», одну з головних ролей в якому виконує Є Чі.

## Фільмографія

### Телевізійні серіали
| Рік  | Назва                                  | Роль                      | Мережа |
| ---- | -------------------------------------- | ------------------------- | ------ |
| 2013 | «Картопляна зірка 2013QR3»             | Но Су Йон                 | tvN    |
| 2014 | «Щоденник нічного стражника»           | Пак Су Рьон               | MBC    |
| 2014 | «Втеча трьох жінок» (спеціальна драма) | Су Чжі                    | KBS2   |
| 2015 | «Супер-батько Йоль»                    | Хван Чі Хє                | tvN    |
| 2015 | «Останній»                             | Сін На Ра                 | jTBC   |
| 2016 | «Школа Мурім: Сага сміливих»           | Сім Сун Док               | KBS2   |
| 2016 | «Інша міс О»                           | О Со Хї (камео, 15 серія) | tvN    |
| 2016 | «Хваран: Молоді поети воїни»           | принцеса Сукмьон          | KBS2   |
| 2017 | «Врятуй мене»                          | Ім Сан Мі                 | OCN    |
| 2018 | «Беззаконний адвокат»                  | Ха Че Ї                   | tvN    |
| 2020 | «Нормально бути ненормальним»          | Ко Мун Йон                | tvN    |
| 2022 | «Скандал Єви»                          | Лі Ра Ель                 | tvN    |

### Фільми
| Рік  | Назва                               | Роль                     |
| ---- | ----------------------------------- | ------------------------ |
| 2013 | «Кохання» (короткометражний фільм)  | Мін Чжу                  |
| 2015 | «Садо»                              | королева Чонсон          |
| 2015 | «Коло спокути»                      | Кан Ю Сін                |
| 2016 | «Сондаль: Людина, яка продає річку» | Кю Йон                   |
| 2017 | «Інший шлях»                        | Чон Вон                  |
| 2017 | «Брати»                             | Са Ра (спеціальна поява) |
| 2018 | «Зустріч зі спогадами»              | Йон Су                   |
| 2019 | «Блекаут»                           | Пак Мі Чон               |
| 2019 | «Квантова фізика»                   | Сон Ин Йон               |
| 2021 | «Відкликаний »                      | Су Чжі                   |

## Нагороди
| Рік  | Нагорода                     | Категорія                                      | Робота                        | Результат | Прим.  |
| ---- | ---------------------------- | ---------------------------------------------- | ----------------------------- | --------- | ------ |
| 2014 | 33-тя Премія MBC драма       | Краща нова акторка                             | «Щоденник нічного стражника»  | Номінація |        |
| 2020 | 5-та Премія азійський артист | Кращий артист                                  | «Нормально бути ненормальним» | Перемога  | [ 8 ]  |
| 2020 | 5-та Премія азійський артист | Нагорода за актуальність                       | Со Є Чі                       | Перемога  | [ 8 ]  |
| 2020 | Бренд року                   | Акторка року                                   | Со Є Чі                       | Перемога  |        |
| 2020 | 29-та Кінопремія Буїль       | Популярна зірка                                | «Квантова фізика»             | Перемога  | [ 9 ]  |
| 2021 | 7-ма Премія «Зірок МААТР»    | Нагорода за майстерність (акторка мінісеріалу) | «Нормально бути ненормальним» | Перемога  | [ 10 ] |
| 2021 | 7-ма Премія «Зірок МААТР»    | Популярна зірка (акторка)                      | «Нормально бути ненормальним» | Перемога  | [ 10 ] |
| 2021 | 57-ма Премія мистецтв Пексан | Найкраща акторка телебачення                   | «Нормально бути ненормальним» | Номінація |        |
| 2021 | 57-ма Премія мистецтв Пексан | Найпопулярніша акторка                         | Со Є Чі                       | Перемога  |        |